# Behême
Behême is een dorpje gemeente Léglise in de Belgische Provincie Luxemburg. Tot de gemeentelijke herindeling van 1977 viel de plaats onder de gemeente Anlier, dat een deelgemeente werd van Habay.
Behême ligt aan de voor de regio belangrijke nationale weg N40 tussen Neufchãteau en Aarlen.
Kerkelijk behoort Behême tot de parochie Anlier. De plaatselijke kapel dateert van 1876 en is toegewijd aan Onze-Lieve-Vrouw van Luxemburg, Troosteres der Bedroefden.
Deelgemeenten: Assenois · Ébly · Léglise · Mellier · Witry

Overige dorpen: Behême · Bernimont · Bombois · Burnaimont · Chêne · Chevaudos · Gennevaux · Habaru · Lavaux · Les Fossés · Louftémont · Maisoncelle · Narcimont · Naleumont · Nivelet · Rancimont · Thibessart · Traimont · Vaux-lez-Chêne · Vlessart · Volaiville · Winville · Witimont

Belgische gemeenten · Arrondissement Neufchâteau · Luxemburg · Wallonië